# Święty Juda Tadeusz (obraz El Greca)
'Święty Juda Tadeusz – obraz hiszpańskiego malarza pochodzenia greckiego Dominikosa Theotokopulosa, znanego jako El Greco.
Portret Świętego Judy Tadeusza należał do cyklu zwanego Apostolados. El Greco kilkakrotnie podjął się namalowania cyklu dwunastu portretów świętych i portretu Zbawiciela. Do dziś zachowały się w komplecie jedynie dwa zespoły; jeden znajduje się w zakrystii katedry w Toledo, a drugi w Museo del Greco.

## Historia
Seria Apostolados z Museo del Greco składała się w trzynastu wizerunków – apostołów i Chrystusa, z wyjątkiem św. Mateusza (jego miejsce zajmuje św. Paweł). Sześciu z nich ma zwrócone głowy w prawo, kolejnych sześciu w lewo, w centrum znajdował się wizerunek Chrystusa Zbawiciela. Pochodzenie całej serii i historia ich pozyskania przez muzeum nie jest do końca jasna. Do niedawna sądzono, że pochodziły ze Szpitala Santiago de Toledo, do którego trafiły w roku 1848, po konfiskacie dóbr kościelnych. Stamtąd zostały przeniesione do kościoła w klasztorze św. Piotra z Werony (San Pedro Martir), a następnie do Regionalnego Muzeum założonego w klasztorze San Juan de los Reyes. W ostatnim czasie odkryto dokumentację, na podstawie której stwierdzono, że płótna nie należały do Szpitala Santiago de Toledo, ale do Przytułku dla biednych pw. św. Sebastiana (Asilo de Pobres de San Sebastián) założonego w 1834 roku. Obrazy zostały ofiarowane przytułkowi przez Marceliana Manuela Rodrigueza, proboszcza mozarabskiego kościoła św. Łukasza. W 1909 roku obrazy przeniesiono do utworzonego z inicjatywy markiza de la Vega Inclán muzeum i od tamtej pory należą do jego stałej kolekcji.

## Opis obrazu
Juda Tadeusz został ukazany jako stary mężczyzna z siwą brodą, w niebieskiej tunice i w żółto-pomarańczowym płaszczu. W obu dłoniach trzyma swój atrybut męczeństwa halabardę. We wszystkich wersjach jakie powstały w ramach cyklu Apostolados. Juda został przedstawiony podobnie. W wersjach toledańskich w 3/4 postaci, w wersji z Feliz w półpostaci.